# Past & Present
Past & Present (en français : Passé et présent) est une revue d'histoire britannique, qui a joué un grand rôle dans le développement de l'histoire sociale. Elle a été fondée en 1952 par un groupe d'universitaires, dont un grand nombre d'historiens appartenant alors au Communist Party Historians Group (entre autres E. P. Thompson, Christopher Hill, Eric Hobsbawm, Rodney Hilton et Dona Torr). Elle est publiée chaque trimestre par l'Oxford University Press pour le compte de la Past and Present Society.
La revue est sous-titrée Journal of Scientific History jusqu'en 1958, date à partir de laquelle elle s'ouvrit à des historiens non-marxistes, comme Moses Finley ou Lawrence Stone. Elle s'inspire de l'école française des Annales avec laquelle elle partageait l’intérêt pour les études sur la longue durée. La première femme à rejoindre son comité éditorial a été Joan Thirsk en 1956, suivie d'Olwen Hufton et Judith Herrin en 1978.